# Сангяк
Сангяк (сангак) (перс. سنگک), або нан-сангак نان سنگک) — різновид плаского коржа в іранській кухні, що має трикутну або чотирикутну форму. М'якіший за лаваш. Назва перекладається як «камінчик» через спосіб випікання, що полягає в викладенні сирого тіста на розжарене каміння. 

## Історія
Національний хліб іранських народів. Перша письмова згадка відноситься до XI ст. Тоді сангяк був звичайною стравою перських вояків. Кожен вояк ніс камінчик, з яких під час відпочинку створювалися своєрідні пічі, де випікався сангяк. Його їли разом з кебабом з ягнятини. Також був поширений в Азербайджані, але після захоплення його Радянською Росією та встановленням там радянської влади практика випікання сангяку поступово зникає. Його замінює масове виробництво хліба механічними засобами.

## Приготування
Спосіб випікання не змінився з середньовіччя. Сангяк випікають у невеличких пічах. Спочатку кладуться маленькі камінчики, а зверху них тісто. Тісто є звичайним прісним коржем, що замішується з борошна і хлібної закваски в однорідну масу. Потім робляться форми у вигляді трикутника або прямокутника. Завдовжки при відкритому випіканні може сягати 1 м (зазвичай 70-75 см, завширшки 30 см вагою 400 г). Випікається при високій температурі. Сангак повинен бути доволі тонким. під дією температури набуває рельєфної форми. За спосіб  випікання сангак часто називають «кам'яним хлібом».
Є 2 різновиди сагняку: звичайний; з кунжутом або маком.

### Рецепт
Борошно для приготування сангяка являє собою суміш двох видів м'якої борошна і висівок. З борошна, солі і води зробити тісто, змішувати півгодини і залишити на півгодини для бродіння, потім додати кисле тісто (закваску) або рідке тісто з попереднього дня, і знову перемішувати, замісивши однорідне тісто. Поставити тісто в велику миску в тепле місце для додаткового бродіння на 1-2 години, в залежності від температури і пори року.
Потім сформувати кулі по 500 грамів. Тісто, що підійшло, викласти на присипану борошном робочу поверхню і добре розім'яти. Кожну частину розкачати в овал завтовшки приблизно 1 см. Поставити в танур (піч) на розжарені камені і випікати протягом 4-5 хвилин.